# Літературно-меморіальний музей Юрія Федьковича
Літерату́рно-меморіа́льний музе́й Ю́рія Федько́вича — музей, присвячений життю і творчості класика української літератури Юрія Федьковича, що знаходиться в Чернівцях.

## Історія
Музей засновано у 1946 році. Він розташований в останній прижиттєвій квартирі письменника — в будинку № 10 на Соборній площі. Цей будинок був осідком українського товариства «Руська бесіда», тут виходила газета «Буковина», редактором якої був Юрій Федькович.

## Експозиція
В музеї зберігаються перші видання творів Юрія Федьковича, документи, фотографії, наукові та художні твори про нього. У музеї збережена меморіальна кімната, де в 1885—1888 роках мешкав Федькович, а також робоча кімната редакції газети «Буковина», де він працював. В експозиції — галерея українських письменників, близьких до Юрія Федьковича. На будинку встановлено меморіальну дошку Юрія Федьковича.

## Філія музею в Путилі
У містечку Путила, Путильського району Чернівецької області, в родинній садибі, де народився Юрій Федькович, знаходиться філія Чернівецького музею. В експозиції багато особистих речей письменника, предмети побуту того часу.

## Туристична інформація
Адреса музею: місто Чернівці пл. Соборна, дім 10